# Список послов СССР и России на Мальдивах
В статье представлен список послов СССР и России в Мальдивской Республике.
- 14 сентября 1966 г. установлены дипломатические отношения на уровне посольств, осуществлялись через Посольство СССР в Шри-Ланке.

| Срок полномочий                   | Посол                         | Годы жизни | Вручение верительных грамот | Комментарии         |
| --------------------------------- | ----------------------------- | ---------- | --------------------------- | ------------------- |
| СССР                              |                               |            |                             |                     |
| 11 ноября 1966 — 26 июля 1968     | Леонид Аркадьевич Коробин     | 1916—2002  | 14 февраля 1967             | По совместительству |
| 26 июля 1968 — 30 августа 1970    | Валентин Павлович Степанов    | 1921—2001  | 8 февраля 1969              | По совместительству |
| 30 августа 1970 — 8 июня 1978     | Рафик Нишанович Нишанов       | 1926—2023  | 13 декабря 1970             | По совместительству |
| 5 сентября 1978 — 18 декабря 1981 | Алексей Семёнович Пасютин     | 1918—1993  | 12 декабря 1978             | По совместительству |
| 18 декабря 1981 — 1985            | Борис Ефремович Кирнасовский  | 1918—1986  | 17 марта 1982               | По совместительству |
| 9 января 1986 — 16 августа 1988   | Кенеш Нурматович Кулматов     | 1934—      |                             | По совместительству |
| 16 августа 1988 — 17 августа 1991 | Юрий Михайлович Котов         | 1941—      |                             | По совместительству |
| 17 августа 1991 — 25 декабря 1991 | Юрий Николаевич Виноградов    | 1932—      |                             | По совместительству |
| Российская Федерация              |                               |            |                             |                     |
| 25 декабря 1991 — 25 мая 1993     | Юрий Николаевич Виноградов    | 1932—      |                             | По совместительству |
| 25 мая 1993 — 22 января 1998      | Олег Викторович Кабанов       | 1954—      |                             | По совместительству |
| 22 января 1998 — 21 марта 2001    | Виктор Гаврилович Зотин       | 1947—      |                             | По совместительству |
| 29 июня 2001 — 21 февраля 2002    | Михаил Алексеевич Конаровский | 1944—      |                             | По совместительству |
| 21 февраля 2002 — 24 июня 2004    | Михаил Георгиевич Карпов      | 1948—2004  |                             | По совместительству |
| 19 января 2005 — 27 августа 2008  | Алексей Леонидович Шебаршин   | 1959—      |                             | По совместительству |
| 27 августа 2008 — 24 августа 2012 | Владимир Петрович Михайлов    | 1951—      |                             | По совместительству |
| 24 августа 2012 — 21 августа 2017 | Александр Алексеевич Карчава  | 1948—      |                             | По совместительству |
| 24 августа 2017 — 8 сентября 2022 | Юрий Борисович Материй        | 1953—      | 23 ноября 2017              | По совместительству |
| 8 сентября 2022 — настоящее время | Леван Семёнович Джагарян      | 1957—      | 19 февраля 2023             | По совместительству |